# Clima semitropical semiestépico

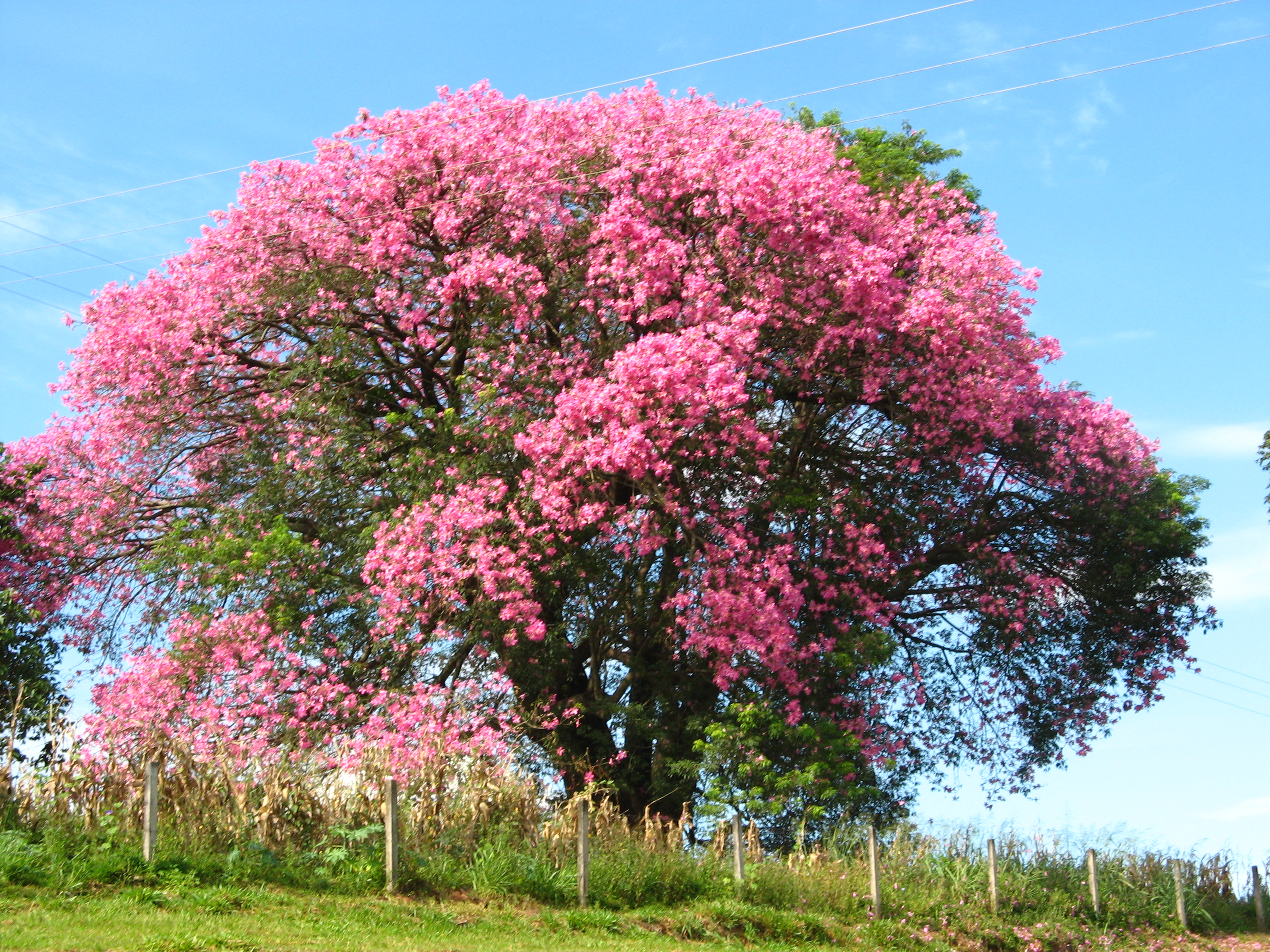
Palo borracho rosado, ejemplo de árbol característico de los climas semitropical húmedo y semiestépico.

El clima semitropical semiestépico es una variante cálida del clima subtropical semiestépico, relacionándose también con otros climas semitropicales. Las áreas con clima semitropical húmedo generalmente se encuentran, a la latitud de los trópicos, del lado centro-oriental de los continentes del hemisferio Sur: América del Sur, África y Oceanía, estando ausente en el hemisferio Norte.

## Clasificación

### Definición térmica
Al clima semitropical semiestépico, según la clasificación climática de Papadakis, se lo incluye dentro de los climas de tipo semitropical de los subtropicales, es decir, le asigna el número climático 4. Para que sea clima semitropical debe combinar por un lado que el mes más frío sea: «m», «n», «o», «M», «N», «O», y por el otro que el número térmico (comparación entre los meses más fríos versus los más cálidos) sea: «8».   
- mes más frío «m»: Mínima extrema absoluta media: entre -2.5 y 0 °C; mínima media: superior a 8 °C; máxima media: entre 21 y 25 °C. Ejemplo en este clima: Presidencia Roque Saenz Peña, Argentina.
- mes más frío «n»: Mínima extrema absoluta media: entre 0 y 2 °C; mínima media: superior a 8 °C; máxima media: entre 21 y 25 °C. Ejemplo en este clima: Pilar, Paraguay.
- mes más frío «o»: Mínima extrema absoluta media: entre 2 y 7 °C; máxima media: entre 21 y 25 °C. Ejemplo en este clima: Asunción, Paraguay.
- mes más frío «M»: Mínima extrema absoluta media: entre -2.5 y 0 °C; máxima media: superior a 25 °C. Ejemplo en este clima: Las Lomitas, Argentina.
- mes más frío «N»: Mínima extrema absoluta media: entre 0 y 2 °C; máxima media: superior a 25 °C. Ejemplo en este clima: Bela Vista, Brasil.
- mes más frío «O»: Mínima extrema absoluta media: entre 2 y 7 °C; máxima media: superior a 25 °C. Ejemplo en este clima: Puerto Casado, Paraguay.
- número térmico «8»: Promedio de las máximas medias de los 6 meses más cálidos: superior a 25 °C; mínima extrema media durante 4 meses y medio o más: superior a 7 °C; mínima media en por lo menos 1 mes: inferior a 18 °C. Ejemplo en este clima: Sunginge, Angola.

Dentro de los semitropicales, las precipitaciones, tanto su cantidad como la distribución a lo largo del año, además del tipo de verano, indicarán si a una localidad le corresponde el tipo climático semitropical semiestépico (número climático: 4.6). Para ello, las precipitaciones en primavera serán mayores al 50% de la evapotranspiración potencial, y el régimen hídrico debe ser monzónico seco o estépico.

### Clasificación según Köppen
En la clasificación climática de Köppen, al clima semitropical semiestépico se lo incluye dentro de los climas del tipo Templado/Mesotermal (letra «C»).

## Características
Las áreas con clima semitropical semiestépico cuentan con muchas de las características del clima subtropical semiestépico, pero en ellas la vernalización invernal no es suficiente, por lo que los cultivos con necesidades criófilas sufren o sólo se hacen empleando variedades de bajo requerimiento de frío. Como resultado, estas regiones presentan tanto las desventajas de los climas tropicales (vernalización exigua), como las desventajas de los climas subtropicales (inviernos con heladas). 

## Regiones con clima semitropical semiestépico
En América del Sur el clima semitropical semiestépico se encuentra en el centro del Brasil en el sudoeste del estado de Mato Grosso del Sur; en la franja central de Paraguay, con eje en el río homónimo, en el noreste de Argentina, en el este de las provincias de Formosa y Chaco, y el extremo norte de la de Corrientes.
En África, se distribuye en Angola.

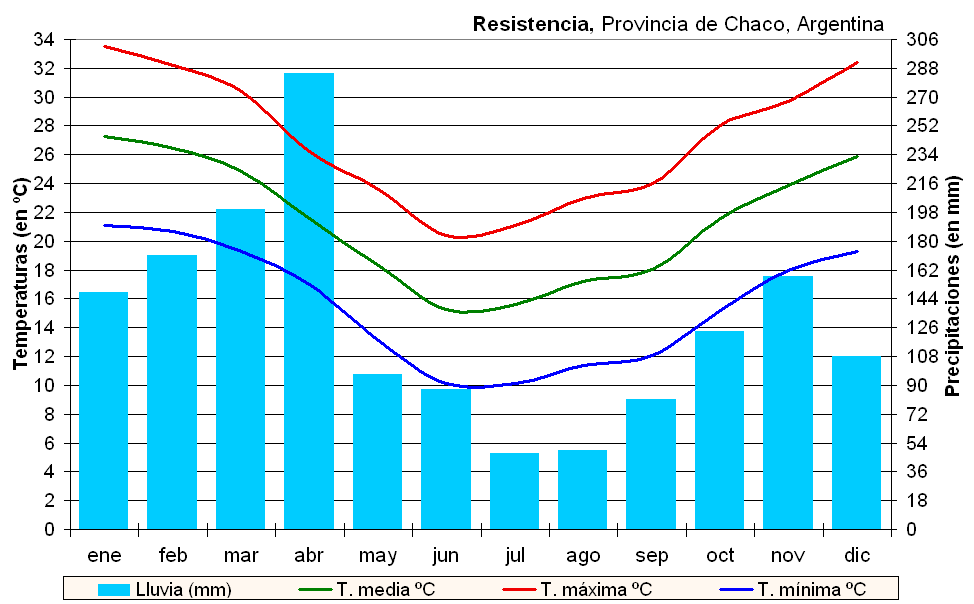
Climograma de Resistencia, ciudad con clima semitropical semiestépico.

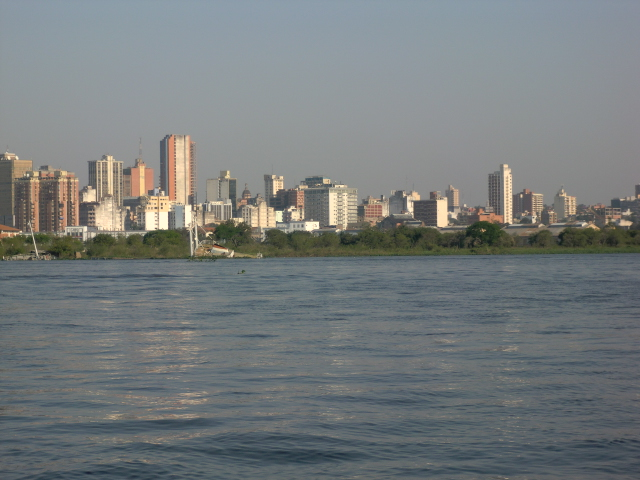
Una ciudad con clima semitropical semiestépico: Asunción, Paraguay.

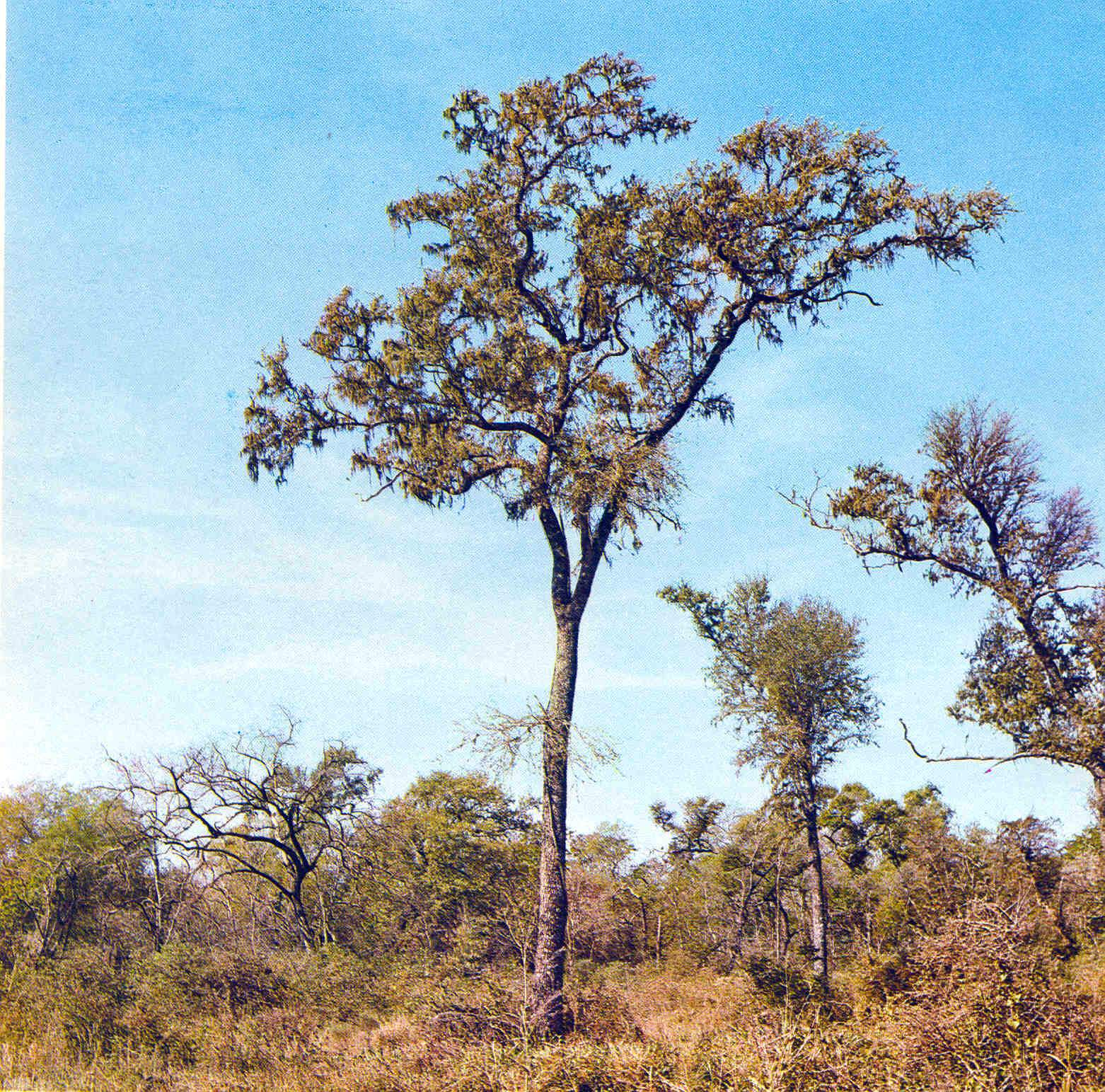
Quebracho colorado chaqueño, ejemplo de árbol característico del clima semitropical semiestépico.

En Oceanía, se distribuye en el este de Australia. 

### Localidades
- Sunginge,  Angola
- Caá Catí, Corrientes,  Argentina
- ciudad de Corrientes, Corrientes, Argentina
- Itá Ibaté, Corrientes, Argentina
- Itatí, Corrientes, Argentina
- Ituzaingó, Corrientes, Argentina
- ciudad de Formosa, Formosa, Argentina
- Las Lomitas, Formosa, Argentina
- El Colorado, Formosa, Argentina
- Clorinda, Formosa, Argentina
- Pirané, Formosa, Argentina
- El Espinillo, Formosa, Argentina
- Presidencia Roque Sáenz Peña, Chaco, Argentina
- Juan José Castelli, Chaco, Argentina
- La Leonesa, Chaco, Argentina
- General José de San Martín, Chaco, Argentina
- Resistencia, Chaco, Argentina
- Nyngan, Nueva Gales del Sur,  Australia
- Bourke, Nueva Gales del Sur, Australia
- Walgett, Nueva Gales del Sur, Australia
- Charleville, Queensland, Australia
- Rolleston, Queensland, Australia
- Maryborough, Australia
- Puerto Suárez, Santa Cruz,  Bolivia
- Bela Vista, Mato Grosso del Sur,  Brasil
- Asunción, Central,  Paraguay
- Puerto Casado, Alto Paraguay, Paraguay
- Misión Inglesa, Paraguay
- Concepción, Concepción, Paraguay
- San Pedro del Ycuamandiyú, San Pedro, Paraguay
- Caacupé, Cordillera, Paraguay
- Puerto Pinasco, Presidente Hayes, Paraguay
- Paraguarí, Paraguarí, Paraguay
- Bahía Negra, Alto Paraguay, Paraguay
- Pilar, Ñeembucú, Paraguay

| Parámetros climáticos promedio de Asunción, Paraguay              | Parámetros climáticos promedio de Asunción, Paraguay | Parámetros climáticos promedio de Asunción, Paraguay | Parámetros climáticos promedio de Asunción, Paraguay | Parámetros climáticos promedio de Asunción, Paraguay | Parámetros climáticos promedio de Asunción, Paraguay | Parámetros climáticos promedio de Asunción, Paraguay | Parámetros climáticos promedio de Asunción, Paraguay | Parámetros climáticos promedio de Asunción, Paraguay | Parámetros climáticos promedio de Asunción, Paraguay | Parámetros climáticos promedio de Asunción, Paraguay | Parámetros climáticos promedio de Asunción, Paraguay | Parámetros climáticos promedio de Asunción, Paraguay | Parámetros climáticos promedio de Asunción, Paraguay |
| Mes                                                               | Ene.                                                 | Feb.                                                 | Mar.                                                 | Abr.                                                 | May.                                                 | Jun.                                                 | Jul.                                                 | Ago.                                                 | Sep.                                                 | Oct.                                                 | Nov.                                                 | Dic.                                                 | Anual                                                |
| ----------------------------------------------------------------- | ---------------------------------------------------- | ---------------------------------------------------- | ---------------------------------------------------- | ---------------------------------------------------- | ---------------------------------------------------- | ---------------------------------------------------- | ---------------------------------------------------- | ---------------------------------------------------- | ---------------------------------------------------- | ---------------------------------------------------- | ---------------------------------------------------- | ---------------------------------------------------- | ---------------------------------------------------- |
| Temp. máx. media (°C)                                             | 33                                                   | 33                                                   | 32                                                   | 28                                                   | 25                                                   | 23                                                   | 23                                                   | 25                                                   | 26                                                   | 29                                                   | 31                                                   | 32                                                   | 28.3                                                 |
| Temp. mín. media (°C)                                             | 23                                                   | 22                                                   | 21                                                   | 18                                                   | 15                                                   | 13                                                   | 12                                                   | 14                                                   | 16                                                   | 18                                                   | 20                                                   | 22                                                   | 18                                                   |
| Precipitación total (mm)                                          | 147                                                  | 129                                                  | 118                                                  | 166                                                  | 113                                                  | 82                                                   | 39                                                   | 73                                                   | 88                                                   | 131                                                  | 164                                                  | 150                                                  | 1318                                                 |
| Fuente: Dirección Nacional de Meteorología de Asunción(1971-2000) |                                                      |                                                      |                                                      |                                                      |                                                      |                                                      |                                                      |                                                      |                                                      |                                                      |                                                      |                                                      |                                                      |

## Vegetación
En América del Sur, las regiones con este clima presentan como vegetación dominante un complejo de bosques chaqueños semixerófilos, sabanas, bosques monoespecíficos de palmeras, selvas en galería bordeando los ríos, y vegetación acuática en los humedales, la que en el sector norte, forma el gran Pantanal.